# Orkut
Orkut là một mạng giao lưu ảo (social networking and discussion) của Google và được lấy theo tên một nhân viên của Google đã tạo ra trang này là Orkut Büyükkökten. Đây là dịch vụ giúp người dùng Net có thể kết bạn, trao đổi thông tin v.v. Tương tự các mạng xã hội khác như Facebook, Friendster và MySpace. Mặc dù Orkut được phát triển tại Mỹ và mục đích ban đầu cũng là nhắm vào cộng đồng này nhưng hiện nay thì hầu hết cộng đồng này là người Ấn Độ và Brasil.

## Lịch sử
Orkut được đưa ra vào tháng 1 năm 2004 bởi công ty Google, cha đẻ của nó là Orkut Büyükkökten, một kỹ sư phần mềm người Thổ Nhĩ Kỳ. Ban đầu thì đây là một dự án độc lập và người này đã phát triển dự án trong lúc đang làm việc tại Google.